# Les Anneaux d'Akhaten
Les Anneaux d'Akhaten (The Rings of Akhaten) est le septième épisode de la septième saison de la deuxième série de la série télévisée britannique de science-fiction Doctor Who, diffusé sur BBC One le 6 avril 2013. Ses acteurs principaux sont Matt Smith dans le rôle du onzième Docteur et Jenna-Louise Coleman dans celui de Clara Oswald.

## Résumé
Le Docteur observe un homme ; une feuille d'arbre se détache et vient se coller sur le visage de l'homme et il se fait presque écraser par une automobile, mais une femme le tire à l'écart, et on comprend qu'il s'agit des parents de Clara. Le Docteur continue à observer la vie de Clara jusqu'à la mort de sa mère et retourne finalement vers le présent pour venir chercher Clara.
Le Docteur et Clara arrivent aux Anneaux d'Akhaten, une série de planétoïdes en orbite autour d'une naine brune, avec une pyramide brillante sur l'un d'entre eux. Le Docteur emmène Clara sur un souk peuplé d'extra-terrestres. Alors qu'ils discutent avec les autochtones, Clara rencontre un extra-terrestre apparemment agressif que le Docteur présente sous le nom de Dor'een. Dor'een essayait simplement d'obtenir un objet à forte valeur sentimentale en échange de ses produits. Le Docteur explique que la valeur sentimentale des objets est utilisée comme devise sur ce marché — plus un objet est aimé, plus sa valeur est grande.
Clara est séparée du Docteur, et en essayant de le retrouver elle rencontre une petite fille mais celle-ci s'enfuit et deux hommes s'enquièrent de la Reine des Âges. Clara retrouve la fillette qui se cache, et après avoir assuré à l'enfant qu'elle ne lui voulait aucun mal, elles s'échappent après avoir rencontré des êtres masqués à l'aspect sinistre. La fille finit par expliquer qu'elle est Merry, la Reine des Âges, et qu'elle doit interpréter une chanson importante afin de maintenir un dieu maléfique qu'elle appelle « Grand-père » endormi. Si Grand-père s'éveillait, il se repaîtrait des âmes et souvenirs de tous ceux qu'il rencontrerait.
Merry finit par retourner avec ses majordomes et se dirige vers la cérémonie, le Docteur retrouve Clara et ils s'y rendent également pour y assister. À la cérémonie, Merry chante pour le dieu à travers le vide de l'espace vers la pyramide où le corps momifié du dieu est conservé. Un chantre à l'intérieur de la pyramide chante à l'unisson de Merry. Malheureusement, quelque chose ne va pas et un faisceau lumineux emporte Merry vers la pyramide, où les portes se referment sur la fillette, l'enfermant avec le chantre à l'intérieur en compagnie de la momie.
Le Docteur et Clara se précipitent pour trouver Dor'een, et Clara lui vend à regret la bague de sa mère pour une moto spatiale qu'ils prennent pour aller au secours de Merry. Les deux héros parviennent à la pyramide et y entrent en utilisant le tournevis sonique. Le chantre essaie toujours d'apaiser la momie et de la faire retourner au sommeil en continuant à chanter, mais la créature commence à s'agiter. Clara tente de convaincre Merry de partir avec eux, mais elle semble déterminée à se sacrifier afin de calmer le dieu. Le Docteur explique à Merry que sacrifier sa vie serait un gâchis, et que le soi-disant « dieu » est juste une créature parasite qui ne présente pas un grand danger. La Momie s'éveille et fait venir les êtres masqués, qui sont présentés par Merry comme les « Veilleurs », un groupe chargé de s'assurer que le sacrifice de la Reine des Âges a bien lieu s'il n'est pas réalisé volontairement. Le Docteur distrait les Veilleurs avec son tournevis et s'échappe finalement avec Clara et Merry. La Momie brise son sarcophage de verre et émet un rayon de lumière qui pénètre Akhaten. Le Docteur comprend enfin que la momie n'a jamais été le dieu, mais plutôt le « réveille-matin » du dieu. La naine brune luit d'un éclat rouge et un visage sinistre à l'aspect de crâne apparaît à sa surface.
Le Docteur ordonne à Clara d'emmener Merry en sûreté pendant qu'il affronte le dieu. Le Docteur offre au dieu l'ensemble de ses souvenirs et expériences dans l'espoir de le mettre en surcharge. Tandis que ses souvenirs sont absorbés et que Merry chante pour apaiser le dieu, Clara retourne pour aider le Docteur et donne au dieu en sacrifice la feuille d'arbre qui a réuni sa mère et son père, et qu'elle a conservée toute sa vie. Le potentiel infini des opportunités inaccomplies de la vie de la mère de Clara que contenait la feuille s'avère trop pour que le dieu puisse les supporter et Akhaten implose, tuant le dieu. Le Docteur ramène Clara à son époque et elle lui demande pourquoi il était là aux obsèques de sa mère il y a bien des années. Il l'informe qu'elle lui rappelle quelqu'un qu'il a connu autrefois mais qui est à présent morte. Clara rabroue le Docteur en lui disant qu'elle voyagera avec lui en tant qu'elle-même et non comme un substitut de quelqu'un qu'il a perdu. Le Docteur rend la bague, disant à Clara qu'elle a sauvé un nombre incalculable de vies et que ceux qu'elle a sauvés voulaient la lui rendre.

## Continuité
- Le Docteur dit qu'il a déjà visité plusieurs fois Akhaten avec sa petite-fille, une référence à Susan Foreman.
- Lorsque le Dieu est réveillé, Clara dit « Oh par toutes les étoiles ! » tout comme sa mère l'avait fait en sauvant de justesse son futur mari avant qu'il ne se fasse renverser.
- La Guerre du Temps est mentionnée par le Docteur lors de sa confrontation avec le dieu.

## Production

### Scénarisation
L'idée de l'épisode est née lors du tournage de « Les Anges prennent Manhattan » lorsque Steven Moffat, ainsi que les producteurs Marcus Wilson et Caroline Skinner, s'aperçurent que 2 des 5 premiers épisodes de Doctor Who étaient tournés à l'étranger et qu'ils allaient manquer de décors impressionnants pour le reste de la saison. Il demanda donc à Neil Cross, qui venait à l'époque de rendre le scénario de « Le Fantôme de Caliburn » d'écrire assez vite une histoire se déroulant dans l'espace et faisant place au merveilleux. 

« Le Docteur a tendance à promettre des merveilles à ses compagnons, tout ça pour qu’ils se retrouvent finalement enfermés dans un tunnel souterrain, attaqués par des limaces mutantes. »

— Steven Moffat

### Tournage
L'intégralité des lieux vus dans l'épisode a été recréée en studios et la plupart des effets ont été pensés en fonction de ce que la production de la série était capable de créer sans se ruiner.
Selon le créateur d'effets spéciaux Neill Gorton de Millennium FX, il s'agit de reproduire une scène proche de la fameuse « Cantina de Star Wars » où des monstres de races et d'aspects différents se croisent. « Nous ne pouvions pas faire 30 nouveaux aliens d'un seul coup, mais comme les années précédentes nous avions gardé de nombreux moulages, on pouvait refaire assez vite de nouveaux personnages en se basant sur la forme d'autres ».

## Distribution
- Matt Smith - Le Docteur
- Jenna-Louise Coleman - Clara Oswald
- Michael Dixon - Dave Oswald
- Nicola Sian - Ellie Oswald
- Emilia Jones - Merry Gejelh
- Chris Anderson - Le Chantre
- Aidan Cook - La Momie
- Karl Greenwood - Dor'een

### Version française
- Version française - Dubbing Brothers
- Adaptation - Olivier Lips et Rodolph Freytt
- Direction artistique - David Macaluso
- Mixage - Marc Lacroix

Avec les voix de :
- Marielle Ostrowski - Clara
- Naïma Ostrowski - Clara jeune
- Marc Weiss - Le Docteur
- Valérie Lemaitre - Ellie
- Heidi Ostrowski - Alien
- Blanche Delhausse - Merry

## Liens
- (en) Les Anneaux d'Akhaten sur l’Internet Movie Database
- "The Rings of Akhaten". critique de l'épisode sur le site Daily Mars